# Marie Le Cam
Marie Le Cam est une actrice française née le 3 avril 1976.

## Filmographie

### Télévision
- 2021 : Crimes parfaits, épisode Sur un arbre perché : Diane Mainville
- 2020 : Au-dessus des nuages de Jérôme Cornuau : la juge des affaires familiales
- 2020 : Alexandra Ehle, épisode La Peste : Émilie
- 2018 : Jusqu'à ce que la mort nous unisse de Delphine Lemoine : Ghislaine Marsoni
- 2018 : Les bracelets rouges de Nicolas Cuche
- 2016 : Alice Nevers, Une vie pour la tienne Guest principale
- 2015 : Platane Éric Judor
- 2015 : L'amour à 200 mètres, épisode Myriam et Jérôme : Myriam
- 2012 : Section de recherches, épisode L'Homme aux deux visages : Delphine
- 2010 : Joséphine, ange gardien, épisode  Marie-Antoinette :  Assistante Gandolfi
- 2010 : Vieilles canailles d’Arnaud Sélignac : Gabrielle
- 2010 : Empreintes criminelles, épisode L'affaire de la maison close : Louisette
- 2009 : La vie est à nous (série télévisée) : Chéri l'infirmière
- 2008 : État de manque de Claude d'Anna : Stéphanie
- 2008 : Chez Maupassant, épisode Une soirée : Suzon
- 2007 : Louis Page, épisode Le don d'Elsa : Anna
- 2003 : Fabien Cosma, épisode Petit Maxime : Juliette
- 2003 : Et toc ! (série)
- 2001 : Docteur Sylvestre, épisode Le prix de l'excellence
- 2000 : Le G.R.E.C., épisode Entraînement mortel
- 2000 : Scénarios sur la drogue, épisode Les mots attendront

### Cinéma
- 2016 :  Plonger, de Mélanie Laurent : Marie
- Loin Du Cœur, de Karim Seghair : Florence
- 2013 : Vive la France, de Michaël Youn
- 2011 : Un homme debout de Foued Mansour (court métrage) : Coralie
- 2007 : Le Chien de Christian Monnier : Michèle
- 2004 : Les Anges malicieux de Frédéric Monpierre (court métrage)
- 2001 : Méfiez-vous des apparences d’Éric Communier (court métrage) : Lucie
- 2001 : Voyance et Manigance d’Éric Fourniols : La jeune fille rousse
- 2001 : Hippolyte et le secret du professeur Grobus de Samuel Hercule et Timothée Jolly
- 2000 : Tout est calme de Jean-Pierre Mocky
- 1999 : Talents Cannes 1999 : Une promesse de Jean-Loup Hubert (court métrage)